# کمبریج (ویلج)، نیویورک
کمبریج (به انگلیسی: Cambridge) یک منطقهٔ مسکونی در ایالات متحده آمریکا است که در نیویورک واقع شده‌است. کمبریج ۱٬۸۷۰ نفر جمعیت دارد و ۱۵۱٫۱۸ متر بالاتر از سطح دریا واقع شده‌است.